# Palazzo Riscica
Il Palazzo Riscica fu una delle maggiori costruzioni civili di Avola.

## Storia
Costruito nel Settecento, sorgeva sull'odierna via Cavour, a fianco della Chiesa Madre. Apparteneva a una importante famiglia avolese da cui prendeva il nome. Irreparabilmente danneggiato durante la Seconda guerra mondiale, fu abbattuto negli Anni Sessanta, per fare spazio a un moderno edificio residenziale. Del palazzo si conserva il grande arco dell'ingresso secondario, posto su Piazza Regina Elena 4.